# Kurt Schumacher
Curt Ernst Carl Schumacher Schumacher, meglio noto come Kurt Schumacher (Culm, 13 ottobre 1895 – Bonn, 20 agosto 1952), è stato un politico tedesco.
Presidente del Partito Socialdemocratico di Germania (SPD) dal 1946 al 1952, ha partecipato in modo determinante alla rinascita del partito socialdemocratico tedesco. Nei primi anni della repubblica federale è stato il principale antagonista di Konrad Adenauer. Anche se nell'ottica di lungo periodo Schumacher ha visto fallire in gran parte le sue visioni politiche, egli appartiene indiscutibilmente ai padri fondatori della Repubblica Federale Tedesca.

## Biografia
Dopo un dottorato di ricerca in giurisprudenza, Kurt Schumacher profonde tutto il suo impegno per il Partito Socialdemocratico di Germania (SPD). Prima della guerra è impegnato come redattore presso un giornale di partito. Durante la prima guerra mondiale perde un braccio; nel 1924 viene eletto deputato al Landtag del Württemberg e nel 1930 al Reichstag. All'inizio degli anni trenta è uno dei capi della sezione di Stoccarda del Reichsbanner, un'organizzazione paramilitare creata nel 1924 da reduci della Grande Guerra con l'obiettivo di lottare per difendere la Repubblica di Weimar.
Nel maggio del 1933 il piano per organizzare uno sciopero generale nella regione di Stoccarda contro il Partito Nazionalsocialista fallisce e Schumacher e Fritz Bauer vengono arrestati insieme ad altri militanti e condotti nel campo di concentramento per oppositori politici di Heuberg. Mentre Bauer e altri sette dirigenti del partito accettano di firmare una dichiarazione di rinuncia all'attività politica, al fine di poter ottenere la scarcerazione, Schumacher si rifiutò sdegnosamente di firmarla, con la conseguenza che rimase internato in vari campi di concentramento per quasi dieci anni (per la precisione: nove anni, nove mesi e nove giorni).
Con la nascita della Repubblica Federale Tedesca assurge a capo indiscusso del partito e diviene una delle personalità di spicco dei primi anni della repubblica. Nel 1948 gli viene anche amputata la gamba destra, ed in generale la prigionia nei campi di concentramento ha gravi ripercussioni sul suo stato di salute. Nei primi anni della repubblica federale, Schumacher, prussiano e socialista, è la figura politica dominante nella pubblica opinione della Germania Ovest. È presidente del Partito Socialdemocratico di Germania (SPD) dal 1946 al 1952 e capogruppo parlamentare del suo partito durante la prima legislatura, ossia dal 1949 al 1952.
Questo stato di cose cambia solo quando viene eletto come cancelliere Adenauer, un politico di estrazione cattolica proveniente dalla Renania, ed anche in seguito al quasi contemporaneo decadimento fisico. Schumacher si batte con un radicalismo appassionato per i propri scopi. Ormai provato nel corpo e nello spirito, Schumacher, non rinuncia a quella che a volte appare come una volontà ferrea e non disposta a piegarsi, a volte al limite della cocciutaggine, e lascia nei suoi interlocutori l'impressione di un simbolo vivente di integrità morale, disposto a lottare senza cedere mai per un socialismo libertario.
Riferendosi alla terminologia machiavellica, il suo biografo Peter Merseburger descrive Kurt Schumacher come un leone, contrapponendolo così alla volpe Adenauer. Dotato di una grandissima volontà, polemico e apparentemente infallibile nelle sue idee, Schumacher si impone all'immaginario collettivo dei suoi contemporanei come l'antagonista altrettanto carismatico del primo cancelliere tedesco.